# 佐藤瑠雅
佐藤 瑠雅（さとう りゅうが、2001年4月17日 - ）は、日本の俳優、歌手。千葉県出身。PKP所属。同事務所のダンス&ボーカルユニット「BLD」のメンバー。

## 略歴
2020年、友達に勧められて、メンズダンス&ボーカルグループオーディション番組『Your Story Project』を受け、芸能界入り。
2021年から「ONE/HANDSOME」のメンバーとして活動していたが、翌年にグループ解散。解散後、PKP所属となった。
2022年9月から2023年8月まで放送された特撮テレビドラマ『仮面ライダーギーツ』の桜井景和 / 仮面ライダータイクーン役には、演技未経験ながら抜擢された。
2024年4月、所属事務所の男性俳優からなるダンス&ボーカルユニット「BLD」が始動。同年5月15日、デジタルシングル『クチナシ』でソロデビュー。地上波初のW主演を務めたドラマ『彼のいる生活』の挿入歌に起用された。

## 人物
- 趣味・特技は、人前で歌を歌うこと、サッカー、空手、ギター、ボイパ、人と仲良くなること、テレビゲーム、インターネット関係、温泉、食べること、人間観察[1][2][3]。
- 幼少期は『仮面ライダー剣』が好きで、正統派ライダーよりもライバルライダーやワル系のライダーが好きで、仮面ライダーカリスや仮面ライダーレンゲルが好きだという[2]。
- 好きな食べ物は蕎麦[2][3]。
- 憧れの俳優は窪田正孝、佐藤健[7]。

## 出演

### テレビドラマ
- いぶり暮らし 第5話（2022年5月2日、BS松竹東急） - アルバイト 役
- 仮面ライダーギーツ（2022年9月4日 - 2023年8月27日、テレビ朝日） - 桜井景和 / 仮面ライダータイクーン 役[10]
- 彼のいる生活（2024年4月12日 - 5月31日、TOKYO MX） - 主演・田中一仁 役（坂井翔とW主演）[11]
- アリスさんちの囲炉裏端（2025年1月7日 - 3月11日、BS-TBS） - 森山晴海 役[12]
- 低体温男子になつかれました。（2025年5月8日 - 6月26日、TOKYO MX1） - 相馬綾人 役

### 映画
- 仮面ライダーシリーズ（東映） - 桜井景和 / 仮面ライダータイクーン 役
  - 仮面ライダーギーツ×リバイス MOVIEバトルロワイヤル（2022年12月23日）[13]
  - 映画 仮面ライダーギーツ 4人のエースと黒狐（2023年7月28日）[14]
  - 仮面ライダー THE WINTER MOVIE ガッチャード&ギーツ 最強ケミー★ガッチャ大作戦（2023年12月22日）[15]

### Webドラマ
- ギーツエクストラ 仮面ライダータイクーン meets 仮面ライダーシノビ（2023年6月18日、東映特撮ファンクラブ） - 主演・桜井景和 / 仮面ライダータイクーン 役[16]

### オリジナルビデオ
- 仮面ライダーシリーズ
  - てれびくん超バトルDVD 仮面ライダーギーツ どやさ!? 男だらけのデザイアグランプリ 王蛇はオレだー!!（2023年） - 桜井景和 役
  - よろずや!?ミッチー親方の一日（2023年12月6日） - 桜井景和 役[17]
  - 仮面ライダーギーツ ジャマト・アウェイキング（2024年7月24日） - 桜井景和 / 仮面ライダータイクーン 役[18]

### ウェブアニメ
- ギーツエクストラ ギーツあにめ あなざーぐらんぷり（2023年8月6日 - 2024年3月17日、東映特撮ファンクラブ） - 桜井景和 役[19]

### CM
- 東洋水産「赤いきつね 緑のたぬき×仮面ライダーギーツ」（2022年）
- 東洋水産「赤いきつね緑のたぬき」×「仮面ライダー THE WINTER MOVE ガッチャード&ギーツ 最強ケミー★ガッチャ大作戦」（2023年）

### イベント
- 超英雄祭 KAMEN RIDER × SUPER SENTAI LIVE & SHOW 2023（2023年2月9日、横浜アリーナ） - 桜井景和 / 仮面ライダータイクーン 役

### ゲーム
- 仮面ライダーバトル ガンバライジング（2022年、アーケード） - 仮面ライダータイクーン 役[20]
- 仮面ライダーバトル ガンバレジェンズ（2023年 - 2024年、アーケード） - 仮面ライダータイクーン 役[21]

### ミュージックビデオ
- 舟津真翔「アロエ」（2025年1月29日）[22]

### ラジオ
※はインターネット配信。
- みっくす。～BLDのBon!Bon!Bon!～（2024年10月 - 、ABCラジオ・OPENREC.tv※）[23]

### 玩具
- 仮面ライダーギーツ DXサウンドIDコアセット01（2023年7月、玩具ボイス）
- 仮面ライダーギーツ PREMIUM DXシノビレイズバックル（2023年10月、玩具ボイス）
- 仮面ライダーギーツ DXギーツワンネスサウンドコアID（2023年11月29日、玩具ボイス）
- 仮面ライダーギーツ PREMIUM DXマグナム&ブーストレイズバックル（2024年1月、玩具ボイス）
- 仮面ライダーギーツ PREMIUM DXニンジャレイズバックル（2024年2月、玩具ボイス）
- 仮面ライダーギーツ PREMIUM DXメモリアルフィーバースロットレイズバックル（2024年12月、玩具ボイス）
- 仮面ライダーギーツ PREMIUM DXメモリアルブジンソードレイズバックル（2025年1月、玩具ボイス）
- 仮面ライダーギーツ PREMIUM DXメモリアルコマンドツインバックル（2025年12月、玩具ボイス）
- 仮面ライダーギーツ PREMIUM DXレイジングソード（2025年12月、玩具ボイス）

## ディスコグラフィ

### キャラクターソング
| 発売日        | 商品名                       | 歌                                             | 楽曲                       | 備考                                                                                     |
| ------------- | ---------------------------- | ---------------------------------------------- | -------------------------- | ---------------------------------------------------------------------------------------- |
| 2023年9月20日 | 仮面ライダーギーツ SONG BEST | 桜井景和（佐藤瑠雅）                           | 「I Peace」                | 特撮テレビドラマ『仮面ライダーギーツ』関連曲                                             |
| 2023年9月20日 | 仮面ライダーギーツ SONG BEST | 桜井景和（佐藤瑠雅）、神蔵蓮太郎（多和田任益） | 「IZANAGI」                | 特撮ウェブドラマ『ギーツエクストラ 仮面ライダータイクーンmeets仮面ライダーシノビ』挿入歌 |
| 2023年9月20日 | 仮面ライダーギーツ SONG BEST | 桜井景和（佐藤瑠雅）                           | 「IZANAGI Ballad Version」 | 特撮テレビドラマ『仮面ライダーギーツ』関連曲                                             |
| 2024年3月8日  | CREATORs                     | PRAYERs                                        | 「CREATORs」               | Vシネクスト『仮面ライダーギーツ ジャマト・アウェイキング』挿入歌                         |

### デジタルシングル
|     | 配信日        | タイトル                             | 作詞      | 作曲      | 備考                         |
| --- | ------------- | ------------------------------------ | --------- | --------- | ---------------------------- |
| -   | 2021年10月2日 | Give It a Try （ONE/HANDSOME）       | Lugz&Jera | Lugz&Jera | -                            |
| -   | 2021年10月9日 | 1/100 ~One Hundred~ （ONE/HANDSOME） | Lugz&Jera | RYUJA     | -                            |
| 1st | 2024年5月15日 | クチナシ                             | 佐藤瑠雅  | 三善雅己  | ドラマ「彼のいる生活」挿入歌 |
| 2nd | 2024年9月25日 | note                                 | 佐藤瑠雅  | 三善雅己  | -                            |

## 書籍

### 写真集
- 佐藤瑠雅 1st写真集『新路-SHINRO-』（2024年4月17日発売）[28]

### カレンダー
- 佐藤瑞雅 2025カレンダー（2024年12月26日、幻冬舎コミックス）[29]

### ユニットメンバー
1. ↑  浮世英寿（簡秀吉）、桜井景和（佐藤瑠雅）、鞍馬祢音（星乃夢奈）、吾妻道長（杢代和人）、ツムリ（青島心）